# Aristo (tekenmateriaal)

Aristo is een Oostenrijks bedrijf in tekenmaterialen. De uit 1961 stammende onderneming is gevestigd in Wörgl en is onder meer bekend door zijn transparante geodriehoek, die voor het eerst in de jaren 60 op de markt werd gebracht.